# Junior League World Series 2013/Qualifikation
Die Qualifikation zu den Junior League World Series 2013 fand zwischen Juli und August 2013 statt.
Die Junior League Baseball World Series sind das größte Sportturnier im Baseball für Knaben zwischen 13 und 14 Jahren aus der ganzen Welt. Die Qualifikation wird aufgeteilt in fünf Regionen in den Vereinigten Staaten und fünf internationalen Regionen ausgetragen.

## Vereinigte Staaten

### Ost
Das Turnier fand vom 3. bis 8. August 2013 im Freehold Township, New Jersey statt.

#### Teilnehmende Teams
| Staat         | Stadt                      | Team                          |
| ------------- | -------------------------- | ----------------------------- |
| Connecticut   | Tolland                    | Tolland LL                    |
| Delaware      | Middletown-Odessa-Townsend | Middletown-Odessa-Townsend LL |
| Gastgeber     | Freehold Township          | Freehold Township LL          |
| Maine         | Hampden                    | Hampden-Newburgh LL           |
| Maryland      | Talbot County              | Home Run Baker/Easton LL      |
| Massachusetts | Quincy                     | Quincy Youth Baseball LL      |
| New Jersey    | Manchester Township        | Manchester-Lakehurst LL       |
| New York      | Massapequa Park            | Massapequa International LL   |
| Pennsylvania  | DuBois                     | DuBois LL                     |
| Rhode Island  | Providence                 | Elmwood LL                    |

#### Playoff
|  | 1. Runde          | 1. Runde      | 1. Runde |                 |                | 2. Runde          | 2. Runde         | 2. Runde       |                   |                   | 3. Runde          | 3. Runde      | 3. Runde |                |            | 4. Runde | 4. Runde | 4. Runde |  |                  | Halbfinale   | Halbfinale | Halbfinale |  |  | Finale | Finale | Finale | Finale |
|  |                   |               |          |                 |                |                   |                  |                |                   |                   |                   |               |          |                |            |          |          |          |  |                  |              |            |            |  |  |        |        |        |        |
|  |                   |               |          |                 |                | Spiel 3           |                  |                |                   |                   |                   |               |          |                |            |          |          |          |  |                  |              |            |            |  |  |        |        |        |        |
|  | USA-Rhode Island  | Rhode Island  | 0        |                 |                |                   |                  |                |                   |                   |                   |               |          |                |            |          |          |          |  |                  |              |            |            |  |  |        |        |        |        |
|  | USA-Pennsylvania  | Pennsylvania  | 16       |                 |                | Spiel 7           | Spiel 7          | Spiel 7        |                   |                   |                   |               |          |                |            |          |          |          |  |                  |              |            |            |  |  |        |        |        |        |
|  | Spiel 1           | Spiel 1       | Spiel 1  |                 |                |                   | USA-Pennsylvania | Pennsylvania   | 3                 |                   |                   |               |          |                |            |          |          |          |  |                  |              |            |            |  |  |        |        |        |        |
|  | USA-New Jersey    | New Jersey    | 5        | Spiel 4         | Spiel 4        | Spiel 4           |                  | USA-New Jersey | New Jersey        | 1                 |                   |               |          |                |            |          |          |          |  |                  |              |            |            |  |  |        |        |        |        |
|  | USA-Maine         | Maine         | 1        |                 |                | USA-New Jersey    | New Jersey       | 8              |                   |                   |                   |               |          |                |            |          |          |          |  |                  |              |            |            |  |  |        |        |        |        |
|  |                   |               |          |                 |                | USA-Delaware      | Delaware         | 5              |                   |                   | Spiel 9           | Spiel 9       | Spiel 9  |                |            |          |          |          |  |                  |              |            |            |  |  |        |        |        |        |
|  |                   |               |          | Siegerrunde     | Siegerrunde    | Siegerrunde       | USA-Pennsylvania | Pennsylvania   | 4                 |                   |                   |               |          |                |            |          |          |          |  |                  |              |            |            |  |  |        |        |        |        |
|  | Spiel 5           | Spiel 5       | Spiel 5  |                 |                |                   |                  | USA-New York   | New York          | 9                 |                   |               |          |                |            |          |          |          |  |                  |              |            |            |  |  |        |        |        |        |
|  | Spiel 2           | Spiel 2       | Spiel 2  | USA-Connecticut | Connecticut    | 6                 |                  |                |                   |                   |                   |               |          |                |            |          |          |          |  |                  |              |            |            |  |  |        |        |        |        |
|  | USA-Massachusetts | Massachusetts | 6        |                 |                | USA-Massachusetts | Massachusetts    | 10             |                   |                   | Spiel 8           | Spiel 8       | Spiel 8  |                |            |          |          |          |  |                  |              |            |            |  |  |        |        |        |        |
|  | USA-New Jersey    | Gastgeber     | 2        |                 |                |                   |                  |                |                   | USA-Massachusetts | Massachusetts     | 2             |          |                |            |          |          |          |  |                  |              |            |            |  |  |        |        |        |        |
|  |                   |               |          | Spiel 6         | Spiel 6        | Spiel 6           |                  | USA-New York   | New York          | 6                 |                   |               |          |                |            |          |          |          |  |                  |              |            |            |  |  |        |        |        |        |
|  | USA-Maryland      | Maryland      | 3        |                 |                |                   |                  |                |                   |                   |                   |               |          |                |            |          |          |          |  |                  |              |            |            |  |  |        |        |        |        |
|  | USA-New York      | New York      | 6        |                 |                | USA-New York      | New York         | 4              | 8                 |                   |                   |               |          |                |            |          |          |          |  |                  |              |            |            |  |  |        |        |        |        |
|  |                   |               |          |                 | USA-New Jersey | New Jersey        | 7                | 3              |                   |                   |                   |               |          |                |            |          |          |          |  |                  |              |            |            |  |  |        |        |        |        |
|  |                   |               |          |                 |                |                   |                  |                |                   |                   |                   |               |          |                |            |          |          |          |  |                  |              |            |            |  |  |        |        |        |        |
|  |                   |               |          |                 |                |                   |                  |                |                   |                   |                   |               |          |                |            |          |          |          |  |                  |              |            |            |  |  |        |        |        |        |
|  | USA-Connecticut   | Connecticut   | 2        |                 |                |                   |                  |                |                   |                   |                   |               |          |                |            |          |          |          |  |                  |              |            |            |  |  |        |        |        |        |
|  | USA-Maine         | Maine         | 9        |                 |                | USA-Maine         | Maine            | 9              |                   |                   | USA-Maine         | Maine         | 5        |                |            |          |          |          |  |                  |              |            |            |  |  |        |        |        |        |
|  | USA-Maryland      | Maryland      | 8        |                 |                |                   |                  |                |                   |                   | USA-New Jersey    | New Jersey    | 10       |                |            |          |          |          |  |                  |              |            |            |  |  |        |        |        |        |
|  |                   |               |          | Verliererrunde  | Verliererrunde | Verliererrunde    |                  | USA-New Jersey | New Jersey        | 3                 |                   |               |          |                |            |          |          |          |  |                  |              |            |            |  |  |        |        |        |        |
|  | USA-Delaware      | Delaware      | 4        | Verliererrunde  | Verliererrunde | Verliererrunde    |                  |                | USA-Massachusetts | Massachusetts     | 2                 |               |          | USA-New Jersey | New Jersey | 9        |          |          |  |                  |              |            |            |  |  |        |        |        |        |
|  | USA-New Jersey    | Gastgeber     | 12       |                 |                | USA-New Jersey    | Gastgeber        | 9              |                   |                   | USA-New Jersey    | Gastgeber     | 4        |                |            |          |          |          |  | USA-Pennsylvania | Pennsylvania | 5          |            |  |  |        |        |        |        |
|  | USA-Rhode Island  | Rhode Island  | 2        |                 |                |                   |                  |                |                   |                   | USA-Massachusetts | Massachusetts | 7        |                |            |          |          |          |  |                  |              |            |            |  |  |        |        |        |        |

### Südost
Das Turnier fand vom 2. bis 6. August 2013 in Greenville, South Carolina statt.

#### Vorrunde

##### Gruppe A
| Platz | Stadt     | Mannschaft    | W-L |
| ----- | --------- | ------------- | --- |
| 1.    | Tampa     | Palma Ceia LL | 2–1 |
| 2.    | Cedartown | Cedartown LL  | 2–1 |
| 3.    | Greer     | Blue Ridge LL | 2–1 |
| 4.    | Clayton   | Clayton LL    | 0–3 |

| Datum     | Zeit  | Stadion | Begegnung      | Begegnung | Begegnung      | Ergebnis |
| --------- | ----- | ------- | -------------- | --------- | -------------- | -------- |
| 2. August | 09:00 | Field 3 | Florida        | –         | North Carolina | 12:2     |
| 2. August | 18:00 | Field 3 | Georgia        | –         | South Carolina | 7:6      |
| 3. August | 15:00 | Field 3 | Florida        | –         | South Carolina | 4:5      |
| 3. August | 18:00 | Field 3 | Georgia        | –         | North Carolina | 11:0     |
| 4. August | 09:00 | Field 3 | North Carolina | –         | South Carolina | 3:13     |
| 4. August | 15:00 | Field 3 | Florida        | –         | Georgia        | 11:6     |

##### Gruppe B
| Platz | Stadt          | Mannschaft        | W-L |
| ----- | -------------- | ----------------- | --- |
| 1.    | Goodlettsville | Goodlettsville LL | 2–1 |
| 2.    | Vestavia Hills | Vestavia Hills LL | 2–1 |
| 3.    | Charleston     | Mountaineer LL    | 1–2 |
| 4.    | Danville       | Danville LL       | 1–2 |

| Datum     | Zeit  | Stadion | Begegnung | Begegnung | Begegnung     | Ergebnis |
| --------- | ----- | ------- | --------- | --------- | ------------- | -------- |
| 2. August | 12:00 | Field 3 | Alabama   | –         | West Virginia | 9:4      |
| 2. August | 15:00 | Field 3 | Tennessee | –         | Virginia      | 6:10     |
| 3. August | 09:00 | Field 3 | Virginia  | –         | West Virginia | 6:16     |
| 3. August | 12:00 | Field 3 | Alabama   | –         | Tennessee     | 2:26     |
| 4. August | 12:00 | Field 3 | Tennessee | –         | West Virginia | 11:4     |
| 4. August | 18:00 | Field 3 | Alabama   | –         | Virginia      | 6:2      |

#### Playoff
|  | Halbfinale   | Halbfinale |            |              | Finale    | Finale    |
|  |              |            |            |              |           |           |
|  | 5. August    |            |            |              |           |           |
|  | A1 Florida   | 6          |            |              |           |           |
|  | B2 Alabama   | 5          |            |              | 6. August | 6. August |
|  |              |            | A1 Florida | 3            |           |           |
|  | 5. August    | 5. August  |            | B1 Tennessee | 4         |           |
|  | B1 Tennessee | 15         |            |              |           |           |
|  | A2 Georgia   | 3          |            |              |           |           |
|  |              |            |            |              |           |           |

### Südwest
Das Turnier fand vom 2. bis 5. August 2013 in Albuquerque, New Mexico statt.

#### Teilnehmende Teams
| Staat      | Stadt          | Team                             |
| ---------- | -------------- | -------------------------------- |
| Colorado   | Durango        | Youth Baseball of SW Colorado LL |
| Gastgeber  | Albuquerque    | Paradise Hills LL                |
| Louisiana  | Lafayette      | Lafayette LL                     |
| New Mexico | Carlsbad       | Carlsbad LL                      |
| Osttexas   | Houston        | West University LL               |
| Westtexas  | Corpus Christi | Oil Belt LL                      |

#### Playoff
|                | 1. Runde       | 1. Runde       | 1. Runde       |               |               | 2. Runde  | 2. Runde | 2. Runde  |           |          | 3. Runde | 3. Runde | 3. Runde |  |  | Halbfinale | Halbfinale | Halbfinale |  |  | Finale | Finale | Finale | Finale |
|                |                |                |                |               |               |           |          |           |           |          |          |          |          |  |  |            |            |            |  |  |        |        |        |        |
|                | Spiel 1        |                |                |               |               |           |          |           |           |          |          |          |          |  |  |            |            |            |  |  |        |        |        |        |
| USA-Colorado   | Colorado       | 1              |                |               |               |           |          |           |           |          |          |          |          |  |  |            |            |            |  |  |        |        |        |        |
| USA-New Mexico | Gastgeber      | 14             |                |               | Spiel 3       | Spiel 3   | Spiel 3  |           |           |          |          |          |          |  |  |            |            |            |  |  |        |        |        |        |
|                |                |                | USA-New Mexico | Gastgeber     | 5             |           |          |           |           |          |          |          |          |  |  |            |            |            |  |  |        |        |        |        |
|                |                | USA-Texas      | Westtexas      | 15            |               |           |          |           |           |          |          |          |          |  |  |            |            |            |  |  |        |        |        |        |
| Siegerrunde    | Siegerrunde    | Siegerrunde    | Spiel 5        | Spiel 5       | Spiel 5       |           |          |           |           |          |          |          |          |  |  |            |            |            |  |  |        |        |        |        |
| Siegerrunde    | Siegerrunde    | Siegerrunde    | USA-Texas      | Westtexas     | 5             |           |          |           |           |          |          |          |          |  |  |            |            |            |  |  |        |        |        |        |
| Siegerrunde    | Siegerrunde    | Siegerrunde    |                | USA-Louisiana | Louisiana     | 9         |          |           |           |          |          |          |          |  |  |            |            |            |  |  |        |        |        |        |
| Siegerrunde    | Siegerrunde    | Siegerrunde    |                |               |               |           |          |           |           |          |          |          |          |  |  |            |            |            |  |  |        |        |        |        |
| Spiel 4        |                |                |                |               |               |           |          |           |           |          |          |          |          |  |  |            |            |            |  |  |        |        |        |        |
| USA-Louisiana  | Louisiana      | 14             |                |               |               |           |          |           |           |          |          |          |          |  |  |            |            |            |  |  |        |        |        |        |
| Spiel 2        | Spiel 2        | Spiel 2        |                |               | USA-Texas     | Osttexas  | 11       |           |           |          |          |          |          |  |  |            |            |            |  |  |        |        |        |        |
| USA-New Mexico | New Mexico     | 1              |                |               |               |           |          |           |           |          |          |          |          |  |  |            |            |            |  |  |        |        |        |        |
| USA-Texas      | Osttexas       | 15             |                |               | USA-Louisiana | Louisiana | 8        | -         |           |          |          |          |          |  |  |            |            |            |  |  |        |        |        |        |
|                |                |                |                | USA-Texas     | Westtexas     | 6         | -        |           |           |          |          |          |          |  |  |            |            |            |  |  |        |        |        |        |
|                |                |                |                |               |               |           |          |           |           |          |          |          |          |  |  |            |            |            |  |  |        |        |        |        |
| USA-New Mexico | Gastgeber      | 4              |                |               |               |           |          |           |           |          |          |          |          |  |  |            |            |            |  |  |        |        |        |        |
| USA-New Mexico | New Mexico     | 12             |                |               |               |           |          |           |           |          |          |          |          |  |  |            |            |            |  |  |        |        |        |        |
| Verliererrunde | Verliererrunde | Verliererrunde | USA-New Mexico | New Mexico    | 2             |           |          |           |           |          |          |          |          |  |  |            |            |            |  |  |        |        |        |        |
| Verliererrunde | Verliererrunde | Verliererrunde |                | USA-Texas     | Osttexas      | 12        |          |           | USA-Texas | Osttexas | 0        |          |          |  |  |            |            |            |  |  |        |        |        |        |
| USA-Texas      | Osttexas       | 15             |                |               |               |           |          | USA-Texas | Westtexas | 2        |          |          |          |  |  |            |            |            |  |  |        |        |        |        |
| USA-Colorado   | Colorado       | 3              |                |               |               |           |          |           |           |          |          |          |          |  |  |            |            |            |  |  |        |        |        |        |

### West
Das Turnier fand vom 31. Juli bis 7. August 2013 in Vancouver, Washington statt.

#### Vorrunde

##### Gruppe A
| Platz | Stadt       | Mannschaft           | W-L |
| ----- | ----------- | -------------------- | --- |
| 1.    | Anchorage   | Abbott-O-Rabbit LL   | 3–0 |
| 2.    | Yakima      | West Valley LL       | 2–1 |
| 3.    | Salem       | Parrish LL           | 2–1 |
| 4.    | Vancouver*  | Central Vancouver LL | 1–2 |
| 5.    | Roseville** | Woodcreek LL         | 1–2 |
| 6.    | Nampa       | Nampa Valley LL      | 0–3 |

* Gastgeber

** Nordkalifornien
| Datum     | Zeit  | Stadion | Begegnung       | Begegnung | Begegnung  | Ergebnis |
| --------- | ----- | ------- | --------------- | --------- | ---------- | -------- |
| 31. Juli  | 09:00 |         | Nordkalifornien | –         | Idaho      | 15:1     |
| 31. Juli  | 14:00 |         | Alaska          | –         | Washington | 6:4      |
| 31. Juli  | 17:00 |         | Oregon          | –         | Gastgeber  | 3:2      |
| 2. August | 10:00 |         | Oregon          | –         | Washington | 9:11     |
| 2. August | 13:30 |         | Idaho           | –         | Alaska     | 4:16     |
| 2. August | 17:00 |         | Nordkalifornien | –         | Gastgeber  | 4:5      |
| 4. August | 10:00 |         | Nordkalifornien | –         | Alaska     | 3:4      |
| 4. August | 13:30 |         | Idaho           | –         | Oregon     | 2:17     |
| 4. August | 17:00 |         | Washington      | –         | Gastgeber  | 5:3      |

##### Gruppe B
| Platz | Stadt      | Mannschaft           | W-L |
| ----- | ---------- | -------------------- | --- |
| 1.    | Rio Rico   | Rio Rico LL          | 3–0 |
| 2.    | La Mirada* | La Mirada LL         | 2–1 |
| 3.    | Reno       | Reno American LL     | 2–1 |
| 4.    | Wailuku    | Central East Maui LL | 1–2 |
| 5.    | Cedar City | Cedar National LL    | 1–2 |
| 6.    | Missoula   | Mount Jumbo LL       | 0–3 |

* Südkalifornien
| Datum     | Zeit  | Stadion | Begegnung      | Begegnung | Begegnung      | Ergebnis |
| --------- | ----- | ------- | -------------- | --------- | -------------- | -------- |
| 1. August | 10:00 |         | Hawaii         | –         | Nevada         | 6:7      |
| 1. August | 13:30 |         | Arizona        | –         | Montana        | 19:3     |
| 1. August | 17:00 |         | Südkalifornien | –         | Utah           | 12:2     |
| 3. August | 10:00 |         | Montana        | –         | Südkalifornien | 0:22     |
| 3. August | 13:30 |         | Nevada         | –         | Utah           | 0:6      |
| 3. August | 17:00 |         | Hawaii         | –         | Arizona        | 6:7      |
| 5. August | 10:00 |         | Arizona        | –         | Südkalifornien | 7:0      |
| 5. August | 13:30 |         | Hawaii         | –         | Utah           | 17:7     |
| 5. August | 17:00 |         | Nevada         | –         | Montana        | 12:2     |

#### Playoff
|  | Halbfinale          | Halbfinale        |               |    | Finale    | Finale    |
|  |                     |                   |               |    |           |           |
|  | A1 Alaska           | 0                 |               |    |           |           |
|  | B2 Südkalifornien   | 4                 |               |    |           |           |
|  | 6. August           |                   |               |    |           |           |
|  |                     |                   | 7. August     |    |           |           |
|  | B1 Arizona          | 2                 |               |    |           |           |
|  |                     | B2 Südkalifornien | 1             |    |           |           |
|  |                     |                   |               |    |           |           |
|  | Spiel um Platz drei |                   |               |    |           |           |
|  | 6. August           | 6. August         | A1 Alaska     | 11 |           |           |
|  | B1 Arizona          | 6                 | A2 Washington | 10 |           |           |
|  | A2 Washington       | 3                 |               |    | 7. August | 7. August |

### Zentral
Das Turnier fand vom 3. bis 8. August 2013 in Fort Wayne, Indiana statt.

#### Vorrunde
| Platz | Stadt       | Mannschaft                          | W-L |
| ----- | ----------- | ----------------------------------- | --- |
| 1.    | Paintsville | Paintsville LL                      | 4–0 |
| 2.    | Bedford     | Bedford LL                          | 4–0 |
| 3.    | Des Moines  | Grandview LL                        | 3–1 |
| 4.    | Rock Falls  | Rock Falls LL                       | 3–1 |
| 5.    | Midland     | Northeast LL/Fraternal Northwest LL | 3–1 |
| 6.    | Maumee      | Maumee LL                           | 2–2 |
| 7.    | Fargo       | Fargo LL                            | 2–2 |
| 8.    | Auburn*     | Auburn LL                           | 1–3 |
| 9.    | Milwaukee   | Felix Mantilla LL                   | 0–4 |
| 10.   | Duluth      | Lake Park LL                        | 0–4 |
| 11.   | De Soto     | De Soto LL                          | 0–4 |

* Gastgeber
| Datum     | Zeit  | Stadion               | Begegnung | Begegnung | Begegnung    | Ergebnis |
| --------- | ----- | --------------------- | --------- | --------- | ------------ | -------- |
| 3. August | 11:00 | St. Joe Central Field | Ohio      | –         | Wisconsin    | 10:4     |
| 3. August | 15:30 | St. Joe Central Field | Michigan  | –         | Indiana      | 5:11     |
| 3. August | 18:00 | St. Joe Central Field | Gastgeber | –         | Indiana      | 5:14     |
| 3. August | 11:00 | Georgetown Field      | Missouri  | –         | Kentucky     | 0:22     |
| 3. August | 16:00 | Georgetown Field      | Illinois  | –         | North Dakota | 4:9      |
| 3. August | 18:30 | Georgetown Field      | Minnesota | –         | Iowa         | 2:7      |
| 4. August | 12:00 | St. Joe Central Field | Gastgeber | –         | Minnesota    | 11:9     |
| 4. August | 14:30 | St. Joe Central Field | Kentucky  | –         | Iowa         | 11:0     |
| 4. August | 17:00 | St. Joe Central Field | Ohio      | –         | North Dakota | 9:3      |
| 4. August | 13:00 | Georgetown Field      | Missouri  | –         | Illinois     | 1:11     |
| 4. August | 15:30 | Georgetown Field      | Wisconsin | –         | Michigan     | 9:21     |
| 5. August | 12:00 | Georgetown Field      | Wisconsin | –         | Kentucky     | 0:3      |
| 5. August | 15:00 | Georgetown Field      | Minnesota | –         | Michigan     | 2:35     |
| 5. August | 18:00 | Georgetown Field      | Gastgeber | –         | Illinois     | 4:8      |
| 5. August | 12:00 | St. Joe Central Field | Missouri  | –         | Iowa         | 5:10     |
| 5. August | 15:00 | St. Joe Central Field | Gastgeber | –         | North Dakota | 4:5      |
| 5. August | 18:00 | St. Joe Central Field | Ohio      | –         | Indiana      | 1:6      |
| 6. August | 12:00 | Georgetown Field      | Wisconsin | –         | Iowa         | 5:8      |
| 6. August | 14:30 | Georgetown Field      | Ohio      | –         | Kentucky     | 5:8      |
| 6. August | 17:00 | Georgetown Field      | Indiana   | –         | North Dakota | 8:4      |
| 6. August | 14:00 | St. Joe Central Field | Missouri  | –         | Michigan     | 0:10     |
| 6. August | 16:30 | St. Joe Central Field | Illinois  | –         | Minnesota    | 16:12    |

#### Playoff
|  | Viertelfinale | Viertelfinale | Viertelfinale |  |  | Halbfinale | Halbfinale | Halbfinale |  |   | Finale   | Finale  | Finale |
|  |               |               |               |  |  |            |            |            |  |   |          |         |        |
|  |               |               |               |  |  | 1          | Kentucky   | 3          |  |   |          |         |        |
|  | 4             | Illinois      | 6             |  |  | 5          | Michigan   | 2          |  |   |          |         |        |
|  | 5             | Michigan      | 8             |  |  |            |            |            |  | 1 | Kentucky | 3       |        |
|  |               |               |               |  |  |            |            |            |  |   | 2        | Indiana | 6      |
|  |               |               |               |  |  | 2          | Indiana    | 6          |  |   |          |         |        |
|  | 3             | Iowa          | 6             |  |  | 3          | Iowa       | 3          |  |   |          |         |        |
|  | 6             | Ohio          | 5             |  |  |            |            |            |  |   |          |         |        |

## International

### Asien-Pazifik
Das Turnier fand vom 1. bis 7. Juli 2013 in Clark, Philippinen statt.

#### Vorrunde
| Platz | Stadt       | Mannschaft           | W-L |
| ----- | ----------- | -------------------- | --- |
| 1.    | Taoyuan     | Shing-Ming Junior LL | 5–0 |
| 2.    | Hongkong    | Hong Kong LL         | 4–1 |
| 3.    | Saipan      | Saipan LL            | 3–2 |
| 4.    | Philippinen |                      | 2–3 |
| 5.    | Indonesien  |                      | 1–4 |
| 6.    | Indien      |                      | 0–5 |

| Datum   | Zeit  | Stadion | Begegnung          | Begegnung | Begegnung          | Ergebnis |
| ------- | ----- | ------- | ------------------ | --------- | ------------------ | -------- |
| 1. Juli | 09:00 | Feld 3  | Chinesisch Taipeh  | –         | Philippinen        | 21:0     |
| 1. Juli | 12:00 | Feld 3  | Nördliche Marianen | –         | Indonesien         | 13:6     |
| 1. Juli | 15:00 | Feld 3  | Hongkong           | –         | Indien             | 7:0      |
| 2. Juli | 08:00 | Feld 3  | Chinesisch Taipeh  | –         | Indien             | 7:0      |
| 2. Juli | 11:00 | Feld 3  | Indonesien         | –         | Hongkong           | 0:13     |
| 2. Juli | 14:00 | Feld 2  | Philippinen        | –         | Nördliche Marianen | 7:12     |
| 3. Juli | 08:00 | Feld 2  | Hongkong           | –         | Chinesisch Taipeh  | 0:10     |
| 3. Juli | 11:00 | Feld 3  | Indien             | –         | Nördliche Marianen | 0:7      |
| 3. Juli | 14:00 | Feld 3  | Indonesien         | –         | Philippinen        | 3:30     |
| 4. Juli | 08:00 | Feld 1  | Indonesien         | –         | Chinesisch Taipeh  | 0:28     |
| 4. Juli | 08:00 | Feld 3  | Philippinen        | –         | Indien             | 7:0      |
| 4. Juli | 11:00 | Feld 3  | Nördliche Marianen | –         | Hongkong           | 4:5      |
| 5. Juli | 08:00 | Feld 3  | Chinesisch Taipeh  | –         | Nördliche Marianen | 21:0     |
| 5. Juli | 11:00 | Feld 3  | Hongkong           | –         | Philippinen        | 7:3      |
| 5. Juli | 14:00 | Feld 2  | Indien             | –         | Indonesien         | 0:7      |

#### Playoff
|  | Finale            |    |
|  |                   |    |
|  | 7. Juli           |    |
|  | Chinesisch Taipeh | 10 |
|  | Hongkong          | 0  |

|  | Trost-Spiel        |   |
|  |                    |   |
|  | 6. Juli            |   |
|  | Nördliche Marianen | 0 |
|  | Philippinen        | 2 |

### Europa und Afrika
Das Turnier fand vom 2. bis 8. Juli 2013 in Kutno, Polen statt.

#### Vorrunde

##### Gruppe A
| Platz | Stadt                          | Mannschaft                       | W-L |
| ----- | ------------------------------ | -------------------------------- | --- |
| 1.    | Vilnius                        | Vilnius LL                       | 3–0 |
| 2.    | Alkmaar                        | Noord Holland LL                 | 2–1 |
| 3.    | Budapest/Debrecen/Jánossomorja | MOBSSZ Debrecen/Janossomorja LL  | 1–2 |
| 4.    | Żory/Rybnik                    | BUKS Gepardy Zory/Laura Rybni LL | 0–3 |

| Datum   | Zeit  | Stadion             | Begegnung   | Begegnung | Begegnung   | Ergebnis |
| ------- | ----- | ------------------- | ----------- | --------- | ----------- | -------- |
| 2. Juli | 10:45 | Stan Musial Stadium | Polen       | –         | Niederlande | 3:23     |
| 2. Juli | 11:00 | Junior League Field | Ungarn      | –         | Litauen     | 5:17     |
| 3. Juli | 10:00 | Stan Musial Stadium | Niederlande | –         | Ungarn      | 16:6     |
| 3. Juli | 10:30 | Junior League Field | Polen       | –         | Litauen     | 0:23     |
| 4. Juli | 10:00 | Stan Musial Stadium | Litauen     | –         | Niederlande | 10:0     |
| 5. Juli | 10:00 | Stan Musial Stadium | Polen       | –         | Ungarn      | 4:12     |

##### Gruppe B
| Platz | Stadt    | Mannschaft                      | W-L |
| ----- | -------- | ------------------------------- | --- |
| 1.    | Brest    | Brest Zubrs LL                  | 3–0 |
| 2.    | London   | London Area Youth LL            | 2–1 |
| 3.    | Ramstein | KMC American LL                 | 1–2 |
| 4.    | Călărași | Club Sportiv Scolar Călărași LL | 0–3 |

| Datum   | Zeit  | Stadion             | Begegnung              | Begegnung | Begegnung              | Ergebnis |
| ------- | ----- | ------------------- | ---------------------- | --------- | ---------------------- | -------- |
| 2. Juli | 14:00 | Stan Musial Stadium | US-Deutschland         | –         | Rumänien               | 11:1     |
| 3. Juli | 13:30 | Stan Musial Stadium | Belarus                | –         | Vereinigtes Königreich | 8:7      |
| 4. Juli | 10:30 | Junior League Field | Belarus                | –         | Rumänien               | 14:1     |
| 4. Juli | 13:30 | Stan Musial Stadium | Vereinigtes Königreich | –         | US-Deutschland         | 8:7      |
| 5. Juli | 10:30 | Junior League Field | US-Deutschland         | –         | Belarus                | 0:4      |
| 5. Juli | 13:30 | Stan Musial Stadium | Vereinigtes Königreich | –         | Rumänien               | 15:5     |

##### Gruppe C
| Platz | Stadt    | Mannschaft           | W-L |
| ----- | -------- | -------------------- | --- |
| 1.    | Brno     | Jihomoravský kraj LL | 3–0 |
| 2.    | Bologna  | Emilia-Romagna LL    | 2–1 |
| 3.    | Mannheim | Baden-Württemberg LL | 1–2 |
| 4.    | Tiraspol | Kvint LL             | 0–3 |

| Datum   | Zeit  | Stadion             | Begegnung   | Begegnung | Begegnung   | Ergebnis |
| ------- | ----- | ------------------- | ----------- | --------- | ----------- | -------- |
| 2. Juli | 17:30 | Stan Musial Stadium | Moldau      | –         | Italien     | 3:26     |
| 3. Juli | 14:00 | Junior League Field | Tschechien  | –         | Italien     | 11:5     |
| 3. Juli | 17:00 | Stan Musial Stadium | Deutschland | –         | Moldau      | 12:2     |
| 4. Juli | 17:00 | Stan Musial Stadium | Deutschland | –         | Tschechien  | 1:7      |
| 5. Juli | 14:00 | Junior League Field | Italien     | –         | Deutschland | 10:0     |
| 5. Juli | 17:00 | Stan Musial Stadium | Moldau      | –         | Tschechien  | 5:18     |

#### Playoff
|  | Viertelfinale | Viertelfinale          | Viertelfinale |  |  | Halbfinale | Halbfinale | Halbfinale |  |    | Finale     | Finale  | Finale |
|  |               |                        |               |  |  |            |            |            |  |    |            |         |        |
|  |               |                        |               |  |  | A1         | Litauen    | 2          |  |    |            |         |        |
|  | B2            | Vereinigtes Königreich | 8             |  |  | C1         | Tschechien | 4          |  |    |            |         |        |
|  | C1            | Tschechien             | 18            |  |  |            |            |            |  | C1 | Tschechien | 2       |        |
|  |               |                        |               |  |  |            |            |            |  |    | C2         | Italien | 0      |
|  |               |                        |               |  |  | B1         | Belarus    | 3          |  |    |            |         |        |
|  | A2            | Niederlande            | 2             |  |  | C2         | Italien    | 13         |  |    |            |         |        |
|  | C2            | Italien                | 9             |  |  |            |            |            |  |    |            |         |        |

### Kanada
Das Turnier fand vom 31. Juli bis 8. August 2013 in Lethbridge, Alberta statt.

#### Vorrunde
| Platz | Stadt       | Mannschaft                | W-L |
| ----- | ----------- | ------------------------- | --- |
| 1.    | Calgary     | Calgary Rocky Mountain LL | 6–0 |
| 2.    | Surrey      | Whalley LL                | 5–1 |
| 3.    | Lethbridge* | Southwest LL              | 3–3 |
| 4.    | Regina      | Kiwanis National LL       | 3–3 |
| 5.    | Ottawa      | Orleans LL                | 2–4 |
| 6.    | Montreal    | N D G LL                  | 2–4 |
| 7.    | Sydney**    | Sydney LL                 | 0–6 |

* Gastgeber

** Region Atlantik
| Datum      | Zeit  | Stadion       | Begegnung        | Begegnung | Begegnung        | Ergebnis |
| ---------- | ----- | ------------- | ---------------- | --------- | ---------------- | -------- |
| 31. Juli   | 11:00 | Spitz Stadium | Ontario          | –         | Alberta          | 1:11     |
| 31. Juli   | 14:00 | Spitz Stadium | Québec           | –         | Saskatchewan     | 5:8      |
| 31. Juli   | 19:00 | Spitz Stadium | British Columbia | –         | Gastgeber        | 7:0      |
| 1. August  | 11:00 | Spitz Stadium | Saskatchewan     | –         | British Columbia | 4:10     |
| 1. August  | 14:00 | Spitz Stadium | Alberta          | –         | Atlantik         | 9:2      |
| 1. August  | 17:00 | Spitz Stadium | Gastgeber        | –         | Ontario          | 10:15    |
| 3. August  | 08:30 | Spitz Stadium | Atlantik         | –         | Ontario          | 3:7      |
| 3. August  | 11:00 | Spitz Stadium | Alberta          | –         | British Columbia | 2:1      |
| 3. August  | 13:30 | Spitz Stadium | Gastgeber        | –         | Québec           | 7:6      |
| 4. August  | 09:00 | Spitz Stadium | Québec           | –         | Ontario          | 10:2     |
| 4. August  | 11:30 | Spitz Stadium | Gastgeber        | –         | Alberta          | 6:18     |
| 4. August  | 14:00 | Spitz Stadium | Saskatchewan     | –         | Atlantik         | 8:1      |
| 5. August1 | 09:30 | Spitz Stadium | British Columbia | –         | Atlantik         | 3:2      |
| 5. August1 | 12:00 | Spitz Stadium | Québec           | –         | Alberta          | 1:11     |
| 5. August  | 14:00 | Spitz Stadium | Ontario          | –         | British Columbia | 7:11     |
| 5. August  | 17:00 | Spitz Stadium | Atlantik         | –         | Québec           | 5:11     |
| 5. August  | 15:30 | Atso Field    | Alberta          | –         | Saskatchewan     | 7:0      |
| 5. August1 | 20:00 | Spitz Stadium | Saskatchewan     | –         | Gastgeber        | 4:11     |
| 6. August  | 12:00 | Spitz Stadium | British Columbia | –         | Québec           | 11:1     |
| 6. August  | 15:30 | Spitz Stadium | Ontario          | –         | Saskatchewan     | 4:6      |
| 6. August  | 17:00 | Spitz Stadium | Atlantik         | –         | Gastgeber        | 7:9      |

1 Spiele wegen Regens vom 2. auf den 5. August verschoben.

#### Playoff
|  | Spiel um Platz 5 |   |
|  |                  |   |
|  | 7. August        |   |
|  | 5 Ontario        | 8 |
|  | 6 Québec         | 0 |

|  | Halbfinale          | Halbfinale |                |    | Finale    | Finale    |
|  |                     |            |                |    |           |           |
|  | 2 British Columbia  | 14         |                |    |           |           |
|  | 3 Gastgeber         | 6          |                |    |           |           |
|  | 7. August           |            |                |    |           |           |
|  |                     |            | 8. August      |    |           |           |
|  | 2 British Columbia  | 0          |                |    |           |           |
|  |                     | 1 Alberta  | 4              |    |           |           |
|  |                     |            |                |    |           |           |
|  | Spiel um Platz drei |            |                |    |           |           |
|  | 7. August           | 7. August  | 3 Gastgeber    | 9  |           |           |
|  | 1 Alberta           | 13         | 4 Saskatchewan | 12 |           |           |
|  | 4 Saskatchewan      | 4          |                |    | 8. August | 8. August |

### Lateinamerika
Das Turnier fand vom 20. bis 27. Juli 2013 in Oranjestad, Aruba statt.

#### Vorrunde

##### Gruppe A
| Platz | Stadt           | Mannschaft                        | W-L |
| ----- | --------------- | --------------------------------- | --- |
| 1.    | Willemstad      | Pariba LL                         | 5–0 |
| 2.    | Barquisimeto    | Cardenales LL                     | 3–2 |
| 3.    | Saint Thomas    | Elrod Hendricks West LL           | 3–2 |
| 4.    | Estelí          | Fidel Olivas LL                   | 3–2 |
| 5.    | Guatemala-Stadt | Liga Peguena Javier de Beisbol LL | 1–4 |
| 6.    | Oranjestad      | Aruba Central LL                  | 0–5 |

| Datum    | Zeit  | Stadion | Begegnung    | Begegnung | Begegnung    | Ergebnis |
| -------- | ----- | ------- | ------------ | --------- | ------------ | -------- |
| 20. Juli | 09:00 |         | Guatemala    | –         | Saint Thomas | 2:5      |
| 20. Juli | 14:00 |         | Curaçao      | –         | Aruba        | 4:3      |
| 21. Juli | 09:00 |         | Venezuela    | –         | Curaçao      | 4:6      |
| 21. Juli | 12:00 |         | Saint Thomas | –         | Nicaragua    | 12:1     |
| 21. Juli | 16:00 |         | Guatemala    | –         | Aruba        | 6:4      |
| 22. Juli | 12:00 |         | Guatemala    | –         | Nicaragua    | 5:15     |
| 22. Juli | 15:00 |         | Saint Thomas | –         | Curaçao      | 1:11     |
| 22. Juli | 16:00 |         | Venezuela    | –         | Aruba        | 8:3      |
| 23. Juli | 12:00 |         | Nicaragua    | –         | Curaçao      | 0:10     |
| 23. Juli | 15:00 |         | Guatemala    | –         | Venezuela    | 2:9      |
| 23. Juli | 16:00 |         | Saint Thomas | –         | Aruba        | 9:1      |
| 24. Juli | 09:00 |         | Guatemala    | –         | Curaçao      | 4:5      |
| 24. Juli | 12:00 |         | Venezuela    | –         | Saint Thomas | 3:2      |
| 24. Juli | 19:00 |         | Nicaragua    | –         | Aruba        | 5:4      |
| 25. Juli | 10:00 |         | Venezuela    | –         | Nicaragua    | 6:7      |

##### Gruppe B
| Platz | Stadt                    | Mannschaft                  | W-L |
| ----- | ------------------------ | --------------------------- | --- |
| 1.    | Oranjestad*              | Aruba North LL              | 5–0 |
| 2.    | Cartagena                | Falcon LL                   | 4–1 |
| 3.    | Aguadulce                | Aguadulce Cabezera LL       | 3–2 |
| 4.    | San Salvador             | Agabeisi LL                 | 2–3 |
| 5.    | Mexicali                 | Seguro Social LL            | 1–4 |
| 6.    | Santo Domingo de Heredia | Santo Domingo de Heredia LL | 0–5 |

* Gastgeber
| Datum    | Zeit  | Stadion | Begegnung   | Begegnung | Begegnung   | Ergebnis |
| -------- | ----- | ------- | ----------- | --------- | ----------- | -------- |
| 20. Juli | 11:00 |         | Panama      | –         | El Salvador | 8:5      |
| 20. Juli | 12:00 |         | Mexiko      | –         | Costa Rica  | 11:0     |
| 20. Juli | 19:00 |         | Kolumbien   | –         | Gastgeber   | 5:13     |
| 21. Juli | 11:00 |         | Panama      | –         | Costa Rica  | 10:6     |
| 21. Juli | 15:00 |         | Kolumbien   | –         | Mexiko      | 6:3      |
| 21. Juli | 19:00 |         | El Salvador | –         | Gastgeber   | 0:3      |
| 22. Juli | 09:00 |         | Panama      | –         | Kolumbien   | 4:5      |
| 22. Juli | 12:00 |         | El Salvador | –         | Costa Rica  | 12:4     |
| 22. Juli | 19:00 |         | Mexiko      | –         | Gastgeber   | 3:4      |
| 23. Juli | 09:00 |         | Mexiko      | –         | El Salvador | 5:8      |
| 23. Juli | 12:00 |         | Costa Rica  | –         | Kolumbien   | 2:13     |
| 23. Juli | 19:00 |         | Panama      | –         | Gastgeber   | 2:3      |
| 24. Juli | 12:00 |         | Mexiko      | –         | Panama      | 2:4      |
| 24. Juli | 19:00 |         | Costa Rica  | –         | Gastgeber   | 1:2      |
| 25. Juli | 13:00 |         | Kolumbien   | –         | El Salvador | 10:5     |

#### Playoff
|  | Halbfinale          | Halbfinale   |              |   | Finale   | Finale   |
|  |                     |              |              |   |          |          |
|  | A1 Curaçao          | 4            |              |   |          |          |
|  | B2 Kolumbien        | 1            |              |   |          |          |
|  | 26. Juli            |              |              |   |          |          |
|  |                     |              | 27. Juli     |   |          |          |
|  | A1 Curaçao          | 6            |              |   |          |          |
|  |                     | B1 Gastgeber | 5            |   |          |          |
|  |                     |              |              |   |          |          |
|  | Spiel um Platz drei |              |              |   |          |          |
|  | 26. Juli            | 26. Juli     | B2 Kolumbien | 4 |          |          |
|  | B1 Gastgeber        | 9            | A2 Venezuela | 6 |          |          |
|  | A2 Venezuela        | 0            |              |   | 27. Juli | 27. Juli |

### Puerto Rico
In ungeraden Jahren hat Puerto Rico einen gesetzten Startplatz an den Junior League Baseball World Series.
Die portorikanische Meisterschaft wurde von der Jose Maria Rodriguezi LL aus Manatí gewonnen.